# Galtür
Galtür is een gemeente in het district Landeck in de Oostenrijkse deelstaat Tirol.
Naast de gelijknamige hoofdkern bestaat de gemeente uit de kernen Au, Außertschafein, Biarcha, Egg, Egga, Frühmessgut, Gafelar, Gampali, Gugermühl, Hochegg, Kirchenegg, Landli, Lenzenhäuser, Maaß, Maaßli, Platz, Mentenhäuser, Mühl, Poart, Tschafein, Unterrain, Winkl en Wirl.
Het dorp, met een kleine 800 inwoners, ligt aan het eind van het Paznauntal op 1584 meter hoogte, op de grens met Vorarlberg. Galtür is ontstaan als Retoromaanse nederzetting. De Retoromaanse herders kwamen omstreeks het jaar 1000 vanuit Zwitserland het Paznauntal binnen via de Futschölpas en het Jamtal. Het meest karakteristieke gebouw in Galtür is de kerk, die in 1968 is verbouwd door de architect Clemens Holzmeister.
Het dorp kreeg op 23 februari 1999 internationale bekendheid als gevolg van een enorme lawine die het leven kostte aan 31 dorpsbewoners en wintergasten.

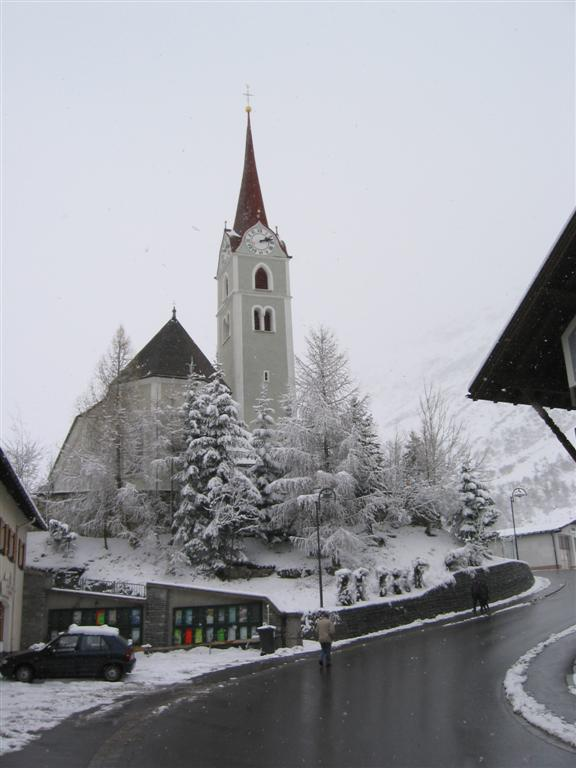
Kerk van Galtür